# Eustomias crucis
Eustomias crucis is een straalvinnige vissensoort uit de familie van Stomiidae. De wetenschappelijke naam van de soort is voor het eerst geldig gepubliceerd in 1973 door Gibbs & Craddock.